# Defacimento

La Blue Ensign britannica.

La bandiera australiana: un defacimento della Blue Ensign britannica.

Defacimento è un termine usato in araldica e vessillologia per indicare l'aggiunta di un simbolo ad una bandiera già esistente, creandone così una nuova. Ad esempio la bandiera dell'Australia è un defacimento della Blue Ensign britannica, creato con l'aggiunta della Croce del Sud nel settore più lontano dal pennone e della Stella del Commonwealth in quello più vicino, al di sotto della bandiera del Regno Unito.